# Константинувка (Люблінське воєводство)
Константинувка (пол. Konstantynówka) — село в Польщі, у гміні Ганськ Володавського повіту Люблінського воєводства. Населення — 106 осіб (2011).

## Історія
За даними етнографічної експедиції 1869—1870 років під керівництвом Павла Чубинського, у селі проживали лише греко-католики, які розмовляли українською мовою.
У 1975—1998 роках село належало до Холмського воєводства.

## Демографія
Демографічна структура станом на 31 березня 2011 року:
|          | Загалом | Допрацездатний вік | Працездатний вік | Постпрацездатний вік |
| -------- | ------- | ------------------ | ---------------- | -------------------- |
| Чоловіки | 53      | 13                 | 34               | 6                    |
| Жінки    | 53      | 14                 | 28               | 11                   |
| Разом    | 106     | 27                 | 62               | 17                   |